# (671) Carnegia
(671) Carnegia – planetoida z grupy pasa głównego asteroid okrążająca Słońce w ciągu 5 lat i 161 dni w średniej odległości 3,09 j.a. Została odkryta 21 września 1908 roku w Obserwatorium Uniwersyteckim w Wiedniu przez Johanna Palisę. Nazwa planetoidy pochodzi od Carnegie Institution w Waszyngtonie, ufundowanego przez Andrew Carnegie, urodzonego w Szkocji amerykańskiego biznesmena i filantropa. Przed jej nadaniem planetoida nosiła oznaczenie tymczasowe (671) 1908 DV.